# Poecile atricapillus
El carbonero cabecinegro o carbonero de capucha negra (Poecile atricapillus), es una especie de ave paseriforme de la familia de los páridos (Paridae), endémica de América del Norte. 

## Distribución y hábitat
Se puede encontrar de costa a costa, desde la mitad septentrional de Estados Unidos en el sur, hasta la bahía James, el extremo sur de los Territorios del Noroeste y el Yukón y la mitad sur de Alaska en el norte.
Su hábitat preferido es el bosque de hoja caduca o mixto caducifolio. También se encuentra en bosques abiertos, parques y áreas suburbanas. 
La segregación de su hábitat es el principal factor que lo separa tanto del Poecile hudsonicus en el norte y el Poecile rufescens al noroeste (estas dos especies prefieren estrictamente los bosques de coníferas). La altitud también lo separa del Poecile gambeli en las montañas occidentales y el Poecile carolinensis en Great Smokey Mountains.